# Caprice (1967)
Caprice is een Amerikaanse filmkomedie uit 1967 onder regie van Frank Tashlin.

## Verhaal
Patricia Foster is een industriële spionne in het cosmeticabedrijf van Jason Fox. Ze moet een geheime formule stelen voor een concurrerende firma. De uitvinder wordt verdacht van imitatie. Patricia wordt geholpen door Christopher White, die voor de beide bedrijven blijkt te werken.

## Rolverdeling
| Acteur             | Personage           |
| ------------------ | ------------------- |
| Doris Day          | Patricia Foster     |
| Richard Harris     | Christopher White   |
| Ray Walston        | Stuart Clancy       |
| Jack Kruschen      | Matthew Cutter      |
| Edward Mulhare     | Jason Fox           |
| Lilia Skala        | Madame Piasco       |
| Irene Tsu          | Su Ling             |
| Larry D. Mann      | Inspecteur Kapinsky |
| Maurice Marsac     | Auber               |
| Michael Romanoff   | Butler              |
| Lisa Seagram       | Mandy               |
| Michael J. Pollard | Barney              |